# معركة تور تور
معركة حدثت عام 973 أنتصر فيها الجيش المسيحي بقيادة الملك وليام الأول على مجموعة من المسلمين القادمين من الأندلس وكانوا متحصنين في حصن فرخشنيط في إقليم ألب كوت دازور في جنوب فرنسا.

## أسباب المعركة
كان المسلمين في فرخشنيط مصدر تهديد لكل أوروبا كان علي احدهم أن يتصدى لهجمات تلك العصابات كما يصفونهم، فقام الكونت هوجو صاحب بروفانس بالتصدي لهم وطلب المدد من القسطنطينية، وبالفعل وصلته السفن ذات النيران الإغريقية والتي هجمت علي ميناء “فرخشنيط” ودمرت أسطولها بينما قام هو بحصار المدينة وقامت معارك شرسه وكاد أن يظفر بتلك الحرب ويقضي علي المسلمين، لكن جاءته الأخبار أن الكونت برنغار يسعى لدخول “لومبارديا” ويسلب الملك من تحت قدميه فعاد وترك الحصار وعاهد المسلمين الذين اصبحوا حلفاءه بعد تلك الواقعة. وكانت المعاهدة تنص علي تامين المسلمين لجبال الألب وإبقاء نفوذهم علي ما كان لهم، علي أن يصدوا أي هجوم محتمل عليه يأتي عبر الجبال.
وبذلك استطاع المسلمون أن يعيدوا تحصيناتهم مره أخرى ويعالجوا ما كان في إمارتهم من ثغرات. وبقي الحال كما هو عليه لفتره كبيره من الزمن، وكانت الطامة الكبري للإمارة حين أغاروا علي ركب رجل دين من أكبر رجال عصره، القديس مايولوس، وكان يقود قافله كبيره من الحجاج تعبر ممر سان برنار، فهاجمهم العرب وأخذوهم سبايا ونهبوا كل ممتلكاتهم. وتستفيض القصص في كرامات مايولوس، التي اهّلته ليرسـَّم قديسًا لاحقًا. ولم يطلقوا سراحهم حتي حصلوا علي فديه كبيره.

## المعركة
كان لحادثة الأغاروة علي ركب رجل الدين القديس مايولوس اثر كبير في نفوس الأوروبيين، ودفعت الملك وليام الأول حفيد هوجو من بروڤانس لحشد جيوش أوروبا والاتجاه لفرخشنيط. وتلاقي الجمعان في المعركة والتي انهزم فيها جيش المسلمين واجتاحت القوات المدينة التي تحولت إلى ركام ولم يبق سوي آثار ضئيله منها. لم تحظ بأهمية كبري في كتب التاريخ الإسلامي ولم يذكرها المؤرخون العرب بشكل مفصل بل تجاهلوها مع أنها تعتبر فتحًا إسلاميًا في بلاد الغال (فرنسا)؛ ربما لانشغالهم بتدوين الثورات في الأندلس منذ دخول المسلمين فيها حتي خروجهم منها، وانشغال الحكام بقمع الثورات المتتالية وكفاحهم للحفاظ علي دولتهم، وربما اعتبروها حمله متواضعه مقارنه بحملات وفتوحات إسلامية أخري. لكن أكثر من تحدث عنها وبشكل تفصيلي هو “liudprand” رجل دين من إيطاليا قام بتدوين هذه الحملة وقت حدوثها في القرن 10، والتي اعتبرها بعض المؤرخين الأوروبيين غاره من غارات القراصنة.